# Trypetesa lampas
Trypetesa lampas är en kräftdjursart som först beskrevs av Hancock 1849.  Trypetesa lampas ingår i släktet Trypetesa och familjen Trypetesidae. Enligt den svenska rödlistan är arten otillräckligt studerad i Sverige. Arten förekommer i Götaland. Artens livsmiljö är havet. Inga underarter finns listade i Catalogue of Life.